# Gunhild Qvarsebo
Gunhild Eva Maria Qvarsebo, född Kjellqvist den 9 oktober 1933 i Tun i Västergötland, död 15 juni 2018, var en svensk skådespelare.

## Biografi
Gunhild Qvarsebo utbildades vid Malmö stadsteaters elevskola. Efter utbildningen arbetade hon vid Borås kretsteater 1956–1961 och från 1963 var hon vid Norrköping-Linköping stadsteater. Hon var även verksam vid Helsingborgs stadsteater och Wasa Teater.
Qvarsebo var framför allt teaterskådespelare. Hon hade ett fåtal biroller i film mellan 1955 och 1979, och spelade på 1980-talet radioteater i Sveriges Radio.

## Familj
Gunhild Qvarsebo var dotter till folkskollärare Josef Kjellqvist och hans hustru Svea, född Hallberg. 1955 gifte hon sig med skådespelaren Ulf Qvarsebo med vilken hon fick barnen Peter, Gunilla och Jonas. Paret skilde sig 1969.

## Filmografi
Enligt Svensk filmdatabas:
- 1955 – Kvinnodröm
- 1956 – På heder och skoj
- 1957 – Vägen genom Skå
- 1979 – I frid och värdighet

## Teater

### Roller (ej komplett)
| År   | Roll                       | Produktion                                                               | Regi                 | Teater                           |
| ---- | -------------------------- | ------------------------------------------------------------------------ | -------------------- | -------------------------------- |
| 1955 | Rebecca Gibbs              | Vår lilla stad Thornton Wilder                                           | Erik Berglund        | Helsingborgs stadsteater         |
| 1955 |                            | Vår egen ö Leck Fischer                                                  | Eva Sköld            | Malmö stadsteater                |
| 1956 |                            | Råttfällan Agatha Christie                                               | Anita Blom           | Borås kretsteater                |
| 1957 | Natalia Stepanovna         | Ett frieri Anton Tjechov                                                 | Lars Gerhard Norberg | Borås kretsteater                |
| 1957 | Dunjasjka, tjänsteflicka   | Vigseln Nikolai Gogol                                                    | Anita Blom           | Borås kretsteater                |
| 1957 |                            | Mariana Pineda Federico García Lorca                                     | Åke S. Pettersson    | Borås kretsteater                |
| 1957 | Dunjasjka, tjänsteflicka   | Frieriet Nikolai Gogol                                                   | Anita Blom           | Parkteatern                      |
| 1957 |                            | En kvinna är överflödig Knud Sønderby                                    | Anita Blom           | Borås kretsteater/ Riksteatern   |
| 1957 |                            | Kärlekens fars Helge Krog                                                | Palle Granditsky     | Borås kretsteater/ Riksteatern   |
| 1958 | Frun                       | Regeln och undantaget Bertolt Brecht                                     | Palle Granditsky     | Borås kretsteater                |
| 1958 | Eva                        | Festen snart förbi Axel Strindberg                                       | Kåre Santesson       | Borås kretsteater                |
| 1959 | Nancy                      | Gasljus Patrick Hamilton                                                 | Palle Granditsky     | Borås kretsteater                |
| 1959 |                            | Vin och vårlek Paul Willems och André Souris                             | Anita Blom           | Borås kretsteater                |
| 1960 |                            | Mans kvinna Vilhelm Moberg                                               | Anita Blom           | Borås kretsteater                |
| 1960 |                            | Natten är min Marc Camoletti                                             | Palle Granditsky     | Borås kretsteater                |
| 1960 |                            | Om jag ville... Paul Géraldy och Robert Spitzer                          | Kåre Santesson       | Borås kretsteater                |
| 1961 |                            | Ett dockhem Henrik Ibsen                                                 | Palle Granditsky     | Borås kretsteater                |
| 1962 | Antoinette Sevigné         | Tokan (L'Idiote) Marcel Achard                                           | Lars-Erik Liedholm   | Helsingborgs stadsteater         |
| 1962 |                            | Tevye och hans döttrar (Tevye and his Daughters) Arnold Perl             | Per Sjöstrand        | Helsingborgs stadsteater         |
| 1963 | Fula Edith                 | Ett drömspel August Strindberg                                           | Olof Molander        | Norrköping-Linköping stadsteater |
| 1964 | En kund                    | Marius Marcel Pagnol                                                     | Bertil Norström      | Norrköping-Linköping stadsteater |
| 1964 | Clarice                    | Två herrars tjänare Carlo Goldoni                                        | Lars Gerhard Norberg | Norrköping-Linköping stadsteater |
| 1964 | Claire Brinkman            | De kärlekslösa William Inge                                              | John Zacharias       | Norrköping-Linköping stadsteater |
| 1964 | Irina Sergejevna Prozorova | Tre systrar Anton Tjechov                                                | Lars Barringer       | Norrköping-Linköping stadsteater |
| 1965 |                            | Soldaten Svejk Karl Larsen                                               | Lars Gerhard Norberg | Norrköping-Linköping stadsteater |
| 1965 |                            | Kejsarens nya kläder Per Edström och Carl-Axel Dominique                 | Ernst Günther        | Norrköping-Linköping stadsteater |
| 1965 | Amelia                     | Bernardas hus Federico García Lorca                                      | Lars-Levi Læstadius  | Norrköping-Linköping stadsteater |
| 1965 | Den yngre servitrisen      | Herr Fancy Arthur Johansson                                              | John Zacharias       | Norrköping-Linköping stadsteater |
| 1966 | Bertha                     | Fadren August Strindberg                                                 | Ernst Günther        | Norrköping-Linköping stadsteater |
| 1966 | Angela                     | Ärkeänglar spelar inte falskt Dario Fo                                   | Lars Gerhard Norberg | Norrköping-Linköping stadsteater |
| 1966 | Siw Ranke                  | De tolv Bengt V. Wall                                                    | Lars Gerhard Norberg | Norrköping-Linköping stadsteater |
| 1966 | Cynthia                    | Köket Arnold Wesker                                                      | Ernst Günther        | Norrköping-Linköping stadsteater |
| 1967 | Medverkande                | Å vilken härlig fred!, revy Hans Alfredson och Tage Danielsson           | Bertil Norström      | Norrköping-Linköping stadsteater |
| 1967 | Lena                       | Leonce och Lena Georg Büchner                                            | Torsten Sjöholm      | Norrköping-Linköping stadsteater |
| 1968 | Yvonne                     | Fruns salig mor Georges Feydeau                                          | Torsten Sjöholm      | Norrköping-Linköping stadsteater |
| 1968 | Joanna Brown               | Skyddat bo Lanford Wilson                                                | Hans Elfvin          | Norrköping-Linköping stadsteater |
| 1968 |                            | Den fina kulturen Lars Rundgren                                          |                      | Norrköping-Linköping stadsteater |
| 1968 | Matilda Johansson          | Hemmet Kent Andersson och Bengt Bratt                                    | Lars Gerhard Norberg | Norrköping-Linköping stadsteater |
| 1969 | Laura                      | Emigranten från Brisbane Georges Schehadé                                | Bertil Norström      | Norrköping-Linköping stadsteater |
| 1969 |                            | Halva kungariket Allan Edwall                                            | Lars Gerhard Norberg | Norrköping-Linköping stadsteater |
| 1970 | Hustrun                    | Blodsbröllop Federico García Lorca                                       | Lars-Erik Liedholm   | Norrköping-Linköping stadsteater |
| 1970 | Ior                        | Nalle Puh Eric Olsoni                                                    | Riber Björkman       | Norrköping-Linköping stadsteater |
| 1970 | Tjuvens hustru             | Bättre en tjuv i huset än en fnurra på tråden Dario Fo                   | Torsten Sjöholm      | Norrköping-Linköping stadsteater |
| 1970 | Valeria                    | Venetianskan Okänd medeltidsförfattare                                   | Hans Elfvin          | Norrköping-Linköping stadsteater |
| 1970 | Balladsångarens kvinna     | Galilei Bertolt Brecht                                                   | Torsten Sjöholm      | Norrköping-Linköping stadsteater |
| 1970 | Puck Philostrat            | En midsommarnattsdröm William Shakespeare                                | Torsten Sjöholm      | Norrköping-Linköping stadsteater |
| 1971 | Monika                     | Sandlådan Kent Andersson                                                 | Lars Gerhard Norberg | Norrköping-Linköping stadsteater |
| 1971 | Paula                      | Spanska flugan Franz Arnold och Ernst Bach                               | Torsten Sjöholm      | Norrköping-Linköping stadsteater |
| 1972 | Kate                       | Gamla tider Harold Pinter                                                | Hans Elfvin          | Norrköping-Linköping stadsteater |
| 1972 |                            | Den förgyllda lergöken Emil Norlander                                    | Bertil Norström      | Norrköping-Linköping stadsteater |
| 1972 | Petra                      | En folkfiende Henrik Ibsen                                               | Torsten Sjöholm      | Norrköping-Linköping stadsteater |
| 1972 | Fröken Wilhelmson          | Hoppsan i sängen Ray Cooney och John Chapman                             | John Zacharias       | Norrköping-Linköping stadsteater |
| 1973 | Maj Andersson              | Om 7 flickor Erik Torstensson                                            | Margreth Weivers     | Norrköping-Linköping stadsteater |
| 1973 | Jeanne                     | Brott och brott August Strindberg                                        | John Zacharias       | Norrköping-Linköping stadsteater |
| 1973 | Blanche                    | Änklingars hus George Bernard Shaw                                       | Johan Falck          | Norrköping-Linköping stadsteater |
| 1974 |                            | Sommarnattens leende Stephen Sondheim och Hugh Wheeler                   | Torsten Sjöholm      | Norrköping-Linköping stadsteater |
| 1974 |                            | Kärleksföreställningen Margareta Garpe, Suzanne Osten och Gunnar Edander | Tom Deutgen          | Norrköping-Linköping stadsteater |
| 1975 |                            | Körsbärsträdgården Anton Tjechov                                         | Gunnel Lindblom      | Norrköping-Linköping stadsteater |
| 1975 | Helen                      | Kung David Brita Lang                                                    | Torsten Sjöholm      | Norrköping-Linköping stadsteater |
| 1975 | Madame Duval               | Brevbäraren från Arles Ernst Bruun Olsen                                 | Torsten Sjöholm      | Norrköping-Linköping stadsteater |
| 1976 | Siri von Essen             | Tribadernas natt P.O. Enquist                                            | John Zacharias       | Norrköping-Linköping stadsteater |
| 1976 | Fru Shin                   | Den goda människan från Sezuan Bertolt Brecht och Paul Dessau            | Lars Gerhard Norberg | Norrköping-Linköping stadsteater |
| 1977 |                            | Riter Maureen Duffy                                                      | Gun Jönsson          | Norrköping-Linköping stadsteater |
| 1977 | Teiresias                  | Backanterna Euripides                                                    | Gun Jönsson          | Norrköping-Linköping stadsteater |
| 1980 | Fedra                      | Till Fedra Per Olov Enquist                                              | Gun Jönsson          | Norrköping-Linköping stadsteater |